# Лилия (созвездие)
Ли́лия (лат. Lilium) — устаревшее созвездие северного полушария неба. Под названием «Цветок Лилии» (фр. Fleur de Lys) было предложено Игнасом Гастоном Парди в атласе звездного неба «Globi coelestis» (издан посмертно в 1674 году). Созвездие было посвящено Людовику XIV и представляло собой геральдическое изображение стилизованного цветка лилии с герба династии Бурбонов.
Через пять лет (1679) Августин Ройе латинизировал и сократил название созвездия, а также сделал его значительно больше в размерах. Часто Ройе ошибочно называют автором названия созвездия Лилия.
Созвездие Лилия в астрономической литературе упоминалось недолго и вскоре было забыто. Другие астрономы группировали эти звёзды в созвездия Пчелы, Осы, Мухи (или Северной Мухи). Сейчас это участок неба входит в созвездие Овна.

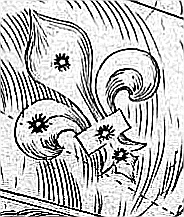
Лилия в атласе Парди Globi coelestis
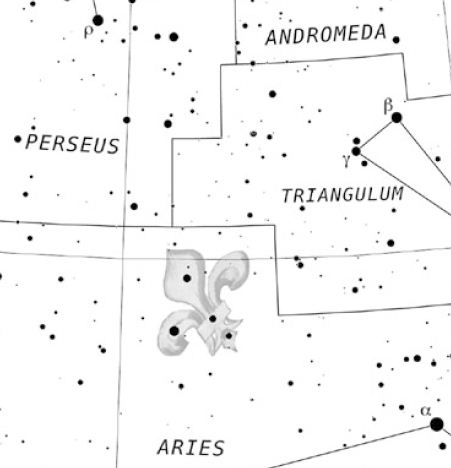
Вариант Парди и современные границы созвездий
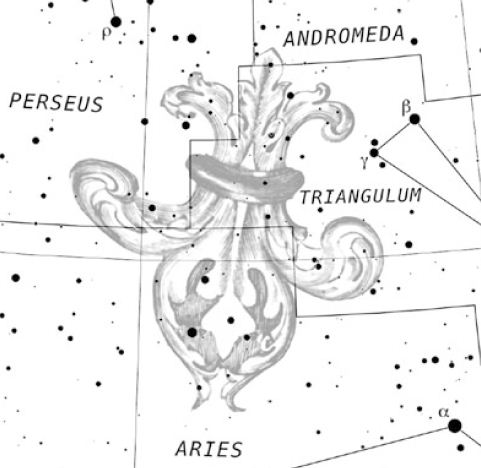
Вариант Ройе и современные границы созвездий

## См.также
- Северная Муха
- Бхарани